# 小島聖矢
小島 聖矢（こじま せいや、1989年6月2日 - ）は、栃木県下都賀郡野木町出身のプロサッカー選手。タイ・リーグ3・バンコクFC所属。ポジションはミッドフィールダー。
弟の小島秀仁もプロサッカー選手。（ジェフユナイテッド市原・千葉所属）

## 人物
大前元紀、上條宏晃、村瀬勇太、田口泰士、中里崇宏、秋山心、比嘉祐介、須藤亮太といった年代での代表するタレントを揃え、全日本ユース、全国高校サッカー選手権の2冠を達成した流通経済大学付属柏高等学校のメンバーのひとり。全国高校サッカー選手権では控えに甘んじていたが、流通経済大学に進学し、卒業後タイでプロ契約を結んだ。
2012年、シーラーチャーFCで1試合を除く全試合に出場し9得点9アシストという結果を残した。しかし2013年にはシーラーチャーFC内の財政状況に問題があったために、シーズン途中でネイビーFCに移籍せざるをえない状況になった。
2014年にはオファーを受けアユタヤFCに移籍。またこの年のオフに結婚、2015年には第1子が誕生した。
2016年、コーンケンFCに移籍。2017年は6月9日に古巣のサイアム・ネイビーFCと契約した。
2018年はタイ・リーグから日本人プレーヤーのいないバングラデシュ・プレミアリーグに舞台を移し、アバハニ・リミテッドとAFCカップ戦のみの3月から5月までの3か月契約を結んだ。2月からバングラデシュに単身赴任の身となり、国際試合は自身初経験であった。その後、5月末にタイ・リーグ1のウボンUMTユナイテッドFCが獲得を発表した。
2019年からはJFL・奈良クラブに加入する。同年6月14日、クラブからは慰留されたものの、タイのクラブへの移籍を模索するために退団することが発表され、18日にタイ・リーグ2・BGパトゥム・ユナイテッドFCへ移籍したことが発表された。
2019年末にYouTuberとして『O2TV』という名でYouTube活動を始める。
2020年7月、カセサートFCと契約。
2021-22シーズンはアユタヤ・ユナイテッドFCと契約。

## 所属クラブ
ユース経歴
- ヴェルディSS小山
- 2005年 - 2007年 流通経済大学付属柏高等学校
- 2008年 - 2012年 流通経済大学サッカー部

プロ経歴
- 2012年 - 2013年7月  シーラーチャーFC
- 2013年7月 - 同年12月  ネイビーFC
- 2014年 - 2015年  アユタヤFC
- 2016年 - 2017年6月  コーンケンFC
- 2017年6月 - 同年12月  ネイビーFC
- 2018年3月 - 同年5月  アバハニ・リミテッド
- 2018年5月 - 同年12月  ウボンUMTユナイテッド
- 2019年 - 同年6月  奈良クラブ
- 2019年6月 - 同年12月  BGパトゥム・ユナイテッドFC
- 2020年7月 - 2021年5月　 カセサートFC
- 2021年9月 -  アユタヤ・ユナイテッドFC

## 個人成績
| 国内大会個人成績 | 国内大会個人成績           | 国内大会個人成績 | 国内大会個人成績               | 国内大会個人成績 | 国内大会個人成績 | 国内大会個人成績 | 国内大会個人成績 | 国内大会個人成績 | 国内大会個人成績 | 国内大会個人成績 | 国内大会個人成績 |
| 年度             | クラブ                     | 背番号           | リーグ                         | リーグ戦         | リーグ戦         | リーグ杯         | リーグ杯         | オープン杯       | オープン杯       | 期間通算         | 期間通算         |
| 年度             | クラブ                     | 背番号           | リーグ                         | 出場             | 得点             | 出場             | 得点             | 出場             | 得点             | 出場             | 得点             |
| 日本             | 日本                       | 日本             | 日本                           | リーグ戦         | リーグ戦         | リーグ杯         | リーグ杯         | 天皇杯           | 天皇杯           | 期間通算         | 期間通算         |
| ---------------- | -------------------------- | ---------------- | ------------------------------ | ---------------- | ---------------- | ---------------- | ---------------- | ---------------- | ---------------- | ---------------- | ---------------- |
| 2008             | 流通経済大学サッカー部     | 37               | JFL                            | 11               | 1                | 0                | 0                | 0                | 0                | 11               | 1                |
| 2009             | 流通経済大学サッカー部     | 27               | JFL                            | 13               | 0                | 0                | 0                | 0                | 0                | 13               | 0                |
| 2010             | 流通経済大学サッカー部     | 14               | JFL                            | 11               | 0                | 1                | 0                | 0                | 0                | 12               | 0                |
| 2011             | 流通経済大学サッカー部     | 26               | KSL                            | 1                | 0                | –                | –                | 0                | 0                | 1                | 0                |
| 通算             | 日本                       | 日本             | JFL                            | 35               | 1                | 1                | 0                | 0                | 0                | 36               | 1                |
| 通算             | 日本                       | 日本             | KSL                            | 1                | 0                | -                | -                | 0                | 0                | 1                | 0                |
| タイ             | タイ                       | タイ             | タイ                           | リーグ戦         | リーグ戦         | リーグ杯         | リーグ杯         | FA杯             | FA杯             | 期間通算         | 期間通算         |
| 2017 (en)        | ネイビーFC                 | 8                | タイ・リーグ1                  | 17               | 1                | –                | –                | 2                | 0                | 19               | 1                |
| バングラデシュ   | バングラデシュ             | バングラデシュ   | バングラデシュ                 | リーグ戦         | リーグ戦         | リーグ杯         | リーグ杯         | オープン杯       | オープン杯       | 期間通算         | 期間通算         |
| 2018 (en)        | アバハニ・リミテッド       | 23               | バングラデシュ・プレミアリーグ | 0                | 0                | 0                | 0                | 6                | 2                | 6                | 2                |
| タイ             | タイ                       | タイ             | タイ                           | リーグ戦         | リーグ戦         | リーグ杯         | リーグ杯         | FA杯             | FA杯             | 期間通算         | 期間通算         |
| 2018 (en)        | ウボンUMTユナイテッド      | 8                | タイ・リーグ1                  | 10               | 2                | –                | –                | 0                | 0                | 10               | 2                |
| 日本             | 日本                       | 日本             | 日本                           | リーグ戦         | リーグ戦         | リーグ杯         | リーグ杯         | 天皇杯           | 天皇杯           | 期間通算         | 期間通算         |
| 2019             | 奈良クラブ                 | 18               | JFL                            | 2                | 0                | -                | -                | 0                | 0                | 2                | 0                |
| 通算             | 日本                       | 日本             | JFL                            | 2                | 0                | -                | -                | 0                | 0                | 2                | 0                |
| タイ             | タイ                       | タイ             | タイ                           | リーグ戦         | リーグ戦         | リーグ杯         | リーグ杯         | FA杯             | FA杯             | 期間通算         | 期間通算         |
| 2019             | BGパトゥム・ユナイテッドFC | 7                | タイ・リーグ2                  |                  |                  |                  |                  |                  |                  |                  |                  |
| 総通算           | 総通算                     | 総通算           | 総通算                         | 62               | 4                | 1                | 0                | 8                | 2                | 71               | 5                |